# Xenambulacraria
Xenambulacraria — пропонована клада двобічно-семитричних тварин, що складається з ксенацеломорф (ксенотурбелли та ацеломорфи) та амбулакрарій (тобто голкошкірих та напівхордових).
Клада може бути сестринською до нефрозой та хордових.